# Allium chinense
Espèce
Classification APG III (2009)
Statut de conservation UICN

 LC  : Préoccupation mineure
Allium chinense, l’oignon de Chine ou rakkyo, est une espèce de plante du genre Allium appartenant à la famille des Amaryllidaceae, anciennement à celle des Alliaceae (famille invalidée selon certaines classifications) et à la sous-famille des Allioideae. On le trouve dans son environnement naturel en Chine tropicale et subtropicale, mais il se cultive en plus au Japon, en Corée, en Indonésie, en Californie, à Hawaï et à Cuba et occasionnellement ailleurs pour la clientèle asiatique,.

## Description
Cette herbacée atteint 60 cm de haut et forme de nombreux bulbes en touffe. Les bulbes sont ovoïdes à fusiformes de 2-4 cm de long sur 7-15 mm de diamètre à tuniques externe blanches à pourpres, membraneuses. Ses feuilles biseautées et creuses à section pentagonale ont une longueur de 20 à 40 cm (presque aussi longues que les pédoncules) et une largeur de 1 à 3 mm. Ombelle de 6 à 30 fleurs à pédicelles de 1 à 3 cm sans bulbilles. Spathe à deux lobes hyalins persistants. Corolle en cloche de 4-5 mm de long, pourpre tachée de rouge. Les fleurs sont stériles

## Taxonomie

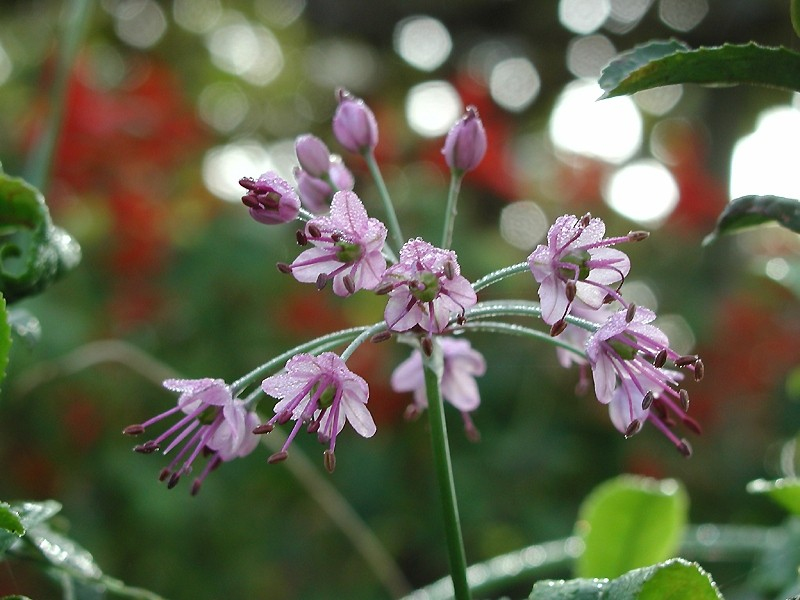
Photographie des fleurs.

Allium chinensis a été décrit par le botaniste écossais George Don in Mem. Wern. Nat. Hist. Soc. 6:83. en 1827 ("1832").
Synonymes:
- Allium bakeri Regel,
- Allium bodinieri H.Lév. & Vaniot,
- Allium martini H.Lév. & Vaniot,
- Allium exsertum G.Don	Synonym	H	WCSP	2012-03-23
- Allium exsertum Baker [Illegitimate]	Synonym	H	WCSP	2012-03-23
- Allium splendens Miq. [Illegitimate]	Synonym	H	WCSP	2012-03-23
- Caloscordum exsertum Lindley

## Utilisation
Il est cultivé en Chine comme plante médicinale de la médecine traditionnelle, ainsi que comme condiment. Ce sont les bulbes  qui sont consommés. Ils sont le plus souvent conservés dans une sauce aigre douce, parfois colorée avec de la sauce de soja. On les trouve dans les épiceries asiatiques en bottes ou en bocaux sous les noms d'échalotes ou de poireaux (pickled leeks).